# Peter Wild

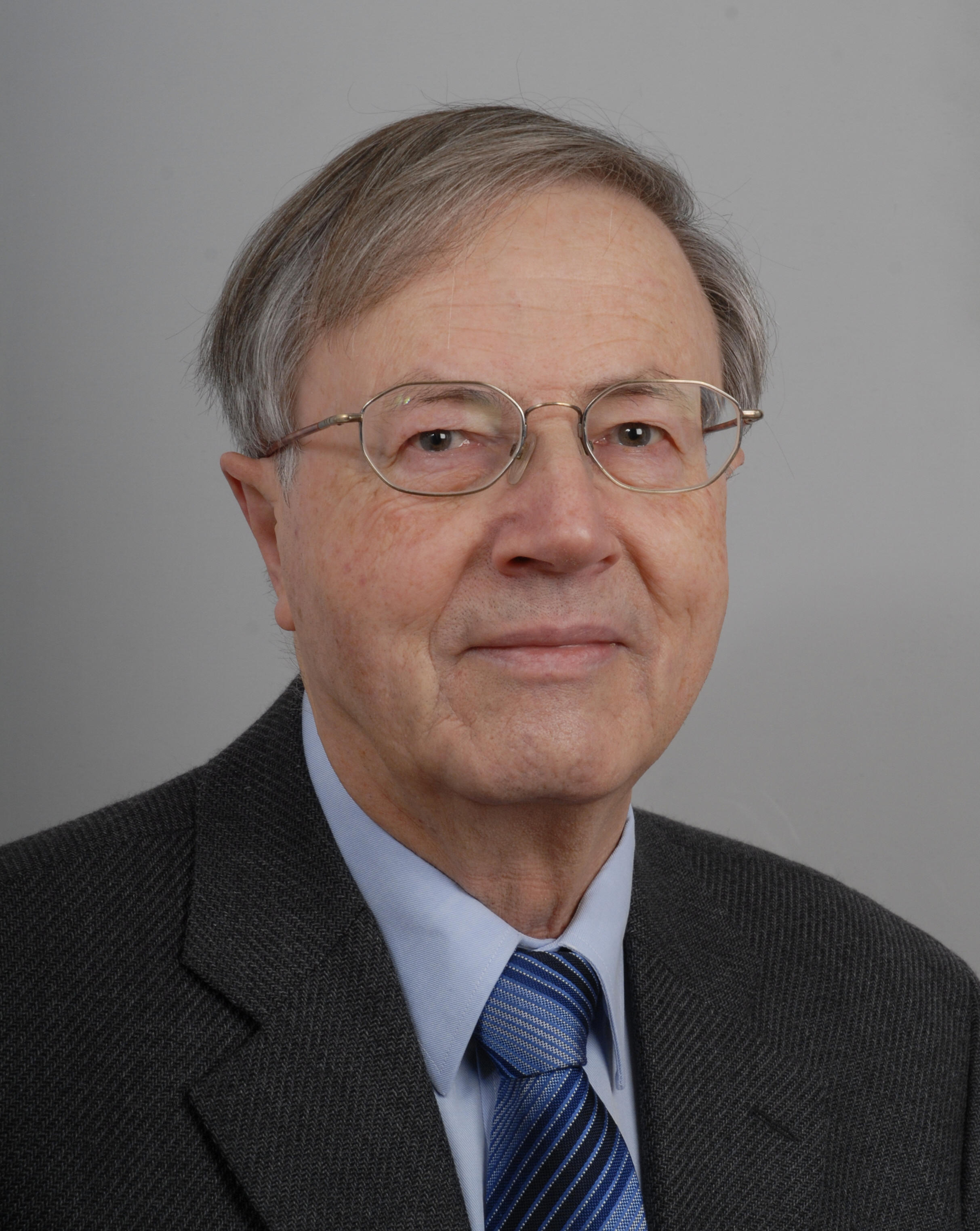
Peter J. Wild, Elektroingenieur (2012)

Peter Josef Wild (* 1939 in St. Gallen, heimatberechtigt ebenda) ist ein Schweizer Elektroingenieur und Erfinder. Er ist ein Pionier bei der optimierten Ansteuerung von matrixförmigen Flüssigkristallanzeigen (LCDs) in Flachbildschirmen.

## Ausbildung
Peter Josef Wild wuchs in der Stadt St. Gallen auf. Dort besuchte er zuerst die Sekundarschule Flade und dann die Kantonsschule am Burggraben, wo er 1959 die Maturität bestand. Er studierte anschliessend an der Eidgenössischen Technischen Hochschule in Zürich (ETH Zürich) Elektrotechnik und schloss 1963 das Studium mit einer Diplomarbeit über Blutgeschwindigkeitsmessung mittels Ultraschall bei Fritz Borgnis als Elektroingenieur ab. Nach seiner Übersiedlung in die USA folgte ein berufsbegleitendes Zusatzstudium in Electrical Engineering and Computer Science an der University of California in Berkeley mit Abschluss als Master of Science in 1968.

## Leben und Werk
Den Berufseinstieg machte Wild bei der Ostschweizerfirma Güttinger elektronische Rechengeräte. Diese Firma baute die ersten transistorisierten Digitalrechner der Schweiz für verschiedene Anwendungen. Während vier Jahren arbeitete er anschliessend in kalifornischen Firmen als Ingenieur in der Elektronikentwicklung, zuletzt in Palo Alto im Silicon Valley.
Nach seiner Rückkehr in die Schweiz trat Peter J. Wild 1969 eine Stelle als Wissenschaftlicher Mitarbeiter im neuen Konzernforschungszentrum der Firma Brown Boveri AG (heute ABB) in Baden-Dättwil an. Die erste Tätigkeit war die Entwicklung eines Phasenmeters für das Labormodell eines magnetooptischen Stromwandlers zusammen mit André Jaecklin als Projektleiter. Ein gemeinsames Forschungsvorhaben für Anzeigetechniken mit der Firma Hoffmann-La Roche (Roche) in Basel wurde 1969 beschlossen. Wild war bei Brown Boveri der erste Mitarbeiter für dieses Vorhaben. Mit Flüssigkristallanzeigen (LCDs) wurden rasch Fortschritte erzielt. Bei Roche wurden besonders gut geeignete Flüssigkristallsubstanzen für die Twisted Nematic-Zelle (TN) entwickelt und hergestellt. Dies ermöglichte Brown Boveri die Fabrikation solcher Anzeigen für digitale Armbanduhren. Als Georges Keller beschloss, eine neue Geschäftstätigkeit mit LCDs zu lancieren und dafür in Lenzburg eine entsprechende Fabrik gebaut wurde, wechselte Wild vom BBC-Forschungszentrum in den neuen Geschäftsbereich. Dort half er mit, die Fabrikation zu etablieren, die Lebenserwartung der LCDs nach Alterungstests zu verbessern und technische Kundenunterstützung für neue Anwendungen zu leisten.
Wild steuerte u. a. zusammen mit Peter U. Schulthess neue Erkenntnisse zur Matrixansteuerung von Flüssigkristallanzeigen bei. Insbesondere entdeckte er, dass bei impulsförmiger Ansteuerung eines Bildelements (Pixels) in Passiv-Matrix-Displays basierend auf Flüssigkristallen eine nichtlineare Gesetzmässigkeit auftritt. Wild stellte fest, dass bei Variation von Breite und Höhe des an einem Pixel wirksamen Spannungsimpulses dessen Effektivwert (engl. Root Mean Square) für das Über- oder Unterschreiten des elektrooptischen Schwellwertes massgebend ist. Diese Erkenntnisse wurden von IBM-Fachleuten aufgegriffen, weiter analysiert und daraus Regeln abgeleitet. Diese Einsichten erlauben eine optimale Ansteuerung für maximal erreichbaren Kontrast derartiger Passivmatrix-Anzeigen.
Eine solche Versuchsanzeige, eingebaut in ein Diapositivrähmchen, wurde als matrixförmig angesteuertes Lichtventil in einem herkömmlichen Diaprojektor verwendet. Damit konnten, elektronisch gesteuert, einfache variable Grafiken mit geringer Auflösung dargestellt werden. Wild hat 1972 an einer Konferenz in San Francisco einen solchen Projektor erstmals vorgeführt, ein sehr früher Vorläufer von Videoprojektoren (Beamer).
Eine weitere Erfindung betrifft die Hintergrundbeleuchtung von Flüssigkristallanzeigen. Um in Armbanduhren mit Flüssigkristallanzeige auch im Dunkeln die Zeit ablesen zu können, braucht es eine Hintergrundbeleuchtung. Da derartige Uhren möglichst dünn sein sollen, wurde ein dünnes Kunststofflichtleiterplättchen mit seitlich angebrachter Miniaturlichtquelle entwickelt. Mit dieser Anordnung gelang es, die Dicke der Uhr nur geringfügig zu erhöhen. Eine vergleichbare Lösung wird heute in Flachbildschirmen von Mobiltelefonen, Notebooks, Monitoren und LED-Fernsehern verwendet und als LED edge-lit backlight bezeichnet. Allerdings ist in der Regel bei diesen Anwendungen während der Nutzung die Hintergrundbeleuchtung dauernd eingeschaltet. In Armbanduhren wird jedoch entsprechend der Erfindung bei genügend Umgebungslicht die Flüssigkristallanzeige im Reflexionsmodus ohne Hintergrundbeleuchtung abgelesen. Bei unzureichendem Umgebungslicht wird auf Knopfdruck die Hintergrundbeleuchtung zugeschaltet und das Liquid Crystal Display im Transmissionsmodus angezeigt. Um in beiden Fällen eine gute Lesbarkeit zu erreichen, wird die Kombination von Anzeige und Hintergrundbeleuchtung transflektiv gestaltet.
Wild wechselte 1980 von Brown Boveri zur Firma Hasler Bern, der späteren Ascom AG. Dort wirkte er zunächst bei der Entwicklung des neuartigen Local Area Networks (LAN) SILK – System für Integrierte Lokale Kommunikation zur Übertragung integrierter Dienste wie Daten und Telefonie mit. Anschliessend war er als Entwicklungsleiter eines Geschäftsbereiches und später in der strategischen Planung tätig. Im Rahmen eines Beratungsmandates bei Ascom Consult für ein Finanzbeteiligungsunternehmen verfolgte er ab 1999 vom Standort San Francisco aus technische Entwicklungen in den USA und insbesondere in der Bay Area. Ende 2001 kehrte er dauerhaft in die Schweiz zurück. 
Nach seiner Pensionierung setzte er sich über viele Jahre als freiwilliger Autor für die Wikipedia ein.
Wild ist verheiratet und hat einen Sohn.

## Publikationen
- P. J. Wild: A Phasemeter for Photoelectric Measurement of Magnetic Fields. Review of Scientific Instruments, Band 41, Nr. 8, August 1970, S. 1163–1167.
- P. J. Wild: Local Area Networks und ihre Rolle im Zusammenwirken mit öffentlichen Netzen. Nachrichtentechnisches Kolloquium der Universität Bern 1982/83, Beiträge zur Mathematik, Informatik und Nachrichtentechnik, Band 6, Herbert Lang & Cie, Bern 1983. S. 249–266.
- D. E. Huber, W. Steinlin, P. J. Wild: SILK: An Implementation of a Buffer Insertion Ring. IEEE Journal on Selected Areas in Communications, Band SAC-1, Nr. 5, November 1983, S. 766–774.
- Peter Josef Wild: Was war vor dem Handy. Fernmeldetechnik bei der BBC. In: Franz Betschon et al. (Hrsg.): Ingenieure bauen die Schweiz – Technikgeschichte aus erster Hand. Verlag Neue Zürcher Zeitung, Zürich 2013, S. 408–414, ISBN 978-3-03823-791-4.
- Peter Josef Wild: Bewegliche Ordnung. Die BBC als Pionierin bei den Flüssigkristall-Matrixanzeigen. In: Franz Betschon et al. (Hrsg.): Ingenieure bauen die Schweiz – Technikgeschichte aus erster Hand. Verlag Neue Zürcher Zeitung, Zürich 2013, S. 415–422, ISBN 978-3-03823-791-4.

- Weitere Veröffentlichungen siehe Einzelnachweise.

## Patente
Eine Reihe von Patenten mit Wild als Erfinder oder Miterfinder wurden angemeldet.

## Auszeichnungen
- Nach seinem Studium in den USA wurde Wild in die Honor Society IEEE/Eta Kappa Nu aufgenommen.[2]
- Wild wurde als einziger Ausländer für den in den 1970er-Jahren jährlich durchgeführten Lehrgang Flüssigkristalle an der Technischen Akademie Esslingen als Fachreferent beigezogen.